# Sangerhausen (Adelsgeschlecht)

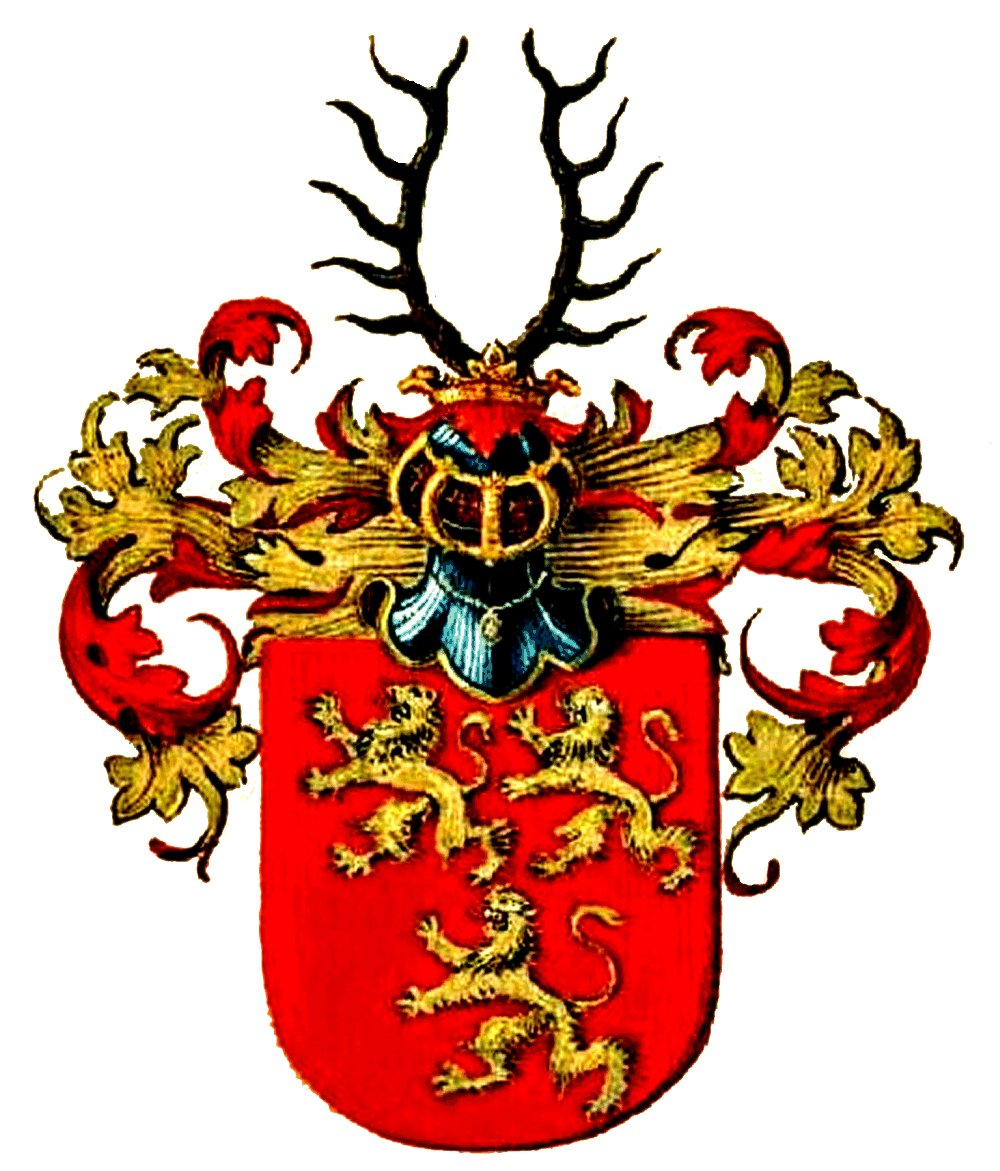
Wappen der Grafen von Sangerhausen

Sangerhausen war der Name eines im Hochmittelalter gräflichen und eines ritterbürtigen Adelsgeschlechts aus Thüringen, das sich je nach der Stadt Sangerhausen in der gleichnamigen Grafschaft und der späteren Landgrafschaft Thüringen benannte. Die letztere Familie ist mit ihrem Zweig, der vorgeblich ein Nebenzweig der schon früher erloschenen Grafen war, der von Sangerhausen genannt Kahle, in Westfalen im 17. Jahrhundert im Mannesstamm ausgestorben.

## Geschichte
Es wird vermutet, dass Sangerhausen von Franken gegründet wurde. Die urkundliche Ersterwähnung der Siedlung erfolgte zwischen 780 und 802 in einer Urkunde des Klosters Fulda. In dem zwischen 881 und 899 entstandenen Verzeichnis des Zehnten des Klosters Hersfeld wird Sangerhausen als zehntpflichtiger Ort Sangerhus im Friesenfeld genannt. 991 gehörte der Ort zum Kloster Memleben. Ab dem 10. Jahrhundert gab es einen Fronhof. Nachdem Sangerhausen zwischen 1004 und 1017 das Marktrecht verliehen worden war, entstand im Bereich des heutigen Alten Marktes ein Marktflecken, der Mittelpunkt einer Grafschaft wurde, die das Adelsgeschlecht von Sangerhausen bis zum Jahre 1034 besaß, bevor Ludwig der Bärtige als späterer Ehemann der Erbgräfin Cäcilie Sangerhausen übernahm.
Im ausgehenden 12. Jahrhundert findet sich für die von Sangerhausen der Beiname Kale oder Kahle, der im 15. Jahrhundert zum Hauptnamen der Vertreter des Geschlechtes wurde. Erst am Ende des Jahrhunderts nannten sich insbesondere die
Vertreter der Besitzerfamilie Kahle des Rittergutes Oberröblingen, die nach Westfalen gegangen waren, nach ihrer Herkunft. 1594 bezeichnete sich erstmals wieder Jobst Kahle nach dem Tod seines Vaters Ulrich Kahle als Jobst von Sangerhausen, Kahl genannt. Seine Nachkommen blieben bis 1651 im Besitz der Rittergutes Oberröblingen. Kurz darauf starb dann auch die jüngere Familie von Sangerhausen mit Wolf Ludolph von Sangerhausen, Sohn des 1641 verstorbenen Dietrich Andreas von Sangerhausen, im Kurfürstentum Sachsen aus und blühte nur noch in Westfalen. Dort starb das Adelsgeschlecht im 17. Jahrhundert endgültig aus.

## Wappen
Das Wappen der Grafen von Sangerhausen zeigt in Rot drei goldene Löwen (2:1). Auf dem Helm mit rot-goldenen Helmdecken ein naturfarbenes zwölfendiges Hirschgeweih.
Die von Sangerhausen (genannt Kahle) (u. a. auf Oberröblingen und Ende des 16. bis Mitte 17. Jahrhundert mit Wilhelm Erich von Sangerhausen gen. Kahle und seiner Tochter Katharina Elisabeth auch auf Haus Matena bei Dorfwelver angesessen) führten abweichend in Gold fünf  goldenbesamte rote Rosen (2:2:1), dem Schildrand folgend. Auf dem Helm mit rot-goldenen Decken ein rotes und ein goldenes Büffelhorn.
Doch auch diesen, den von Sangerhausen gen. Kahle, wurde nachmals bei Aufschwörungen der Nachfahren in weiblicher Linie, die Herkunft von den thüringischen Grafen von Sangerhausen und mithin das Recht an deren Löwenwappen zugeschrieben.

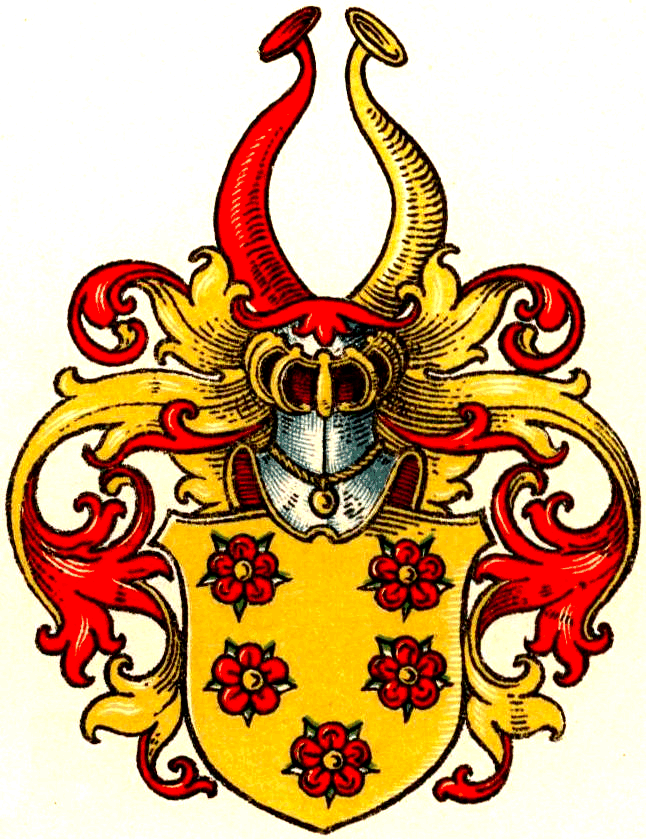
Wappen derer von Sangerhausen gen. Kahle (Westfalen)
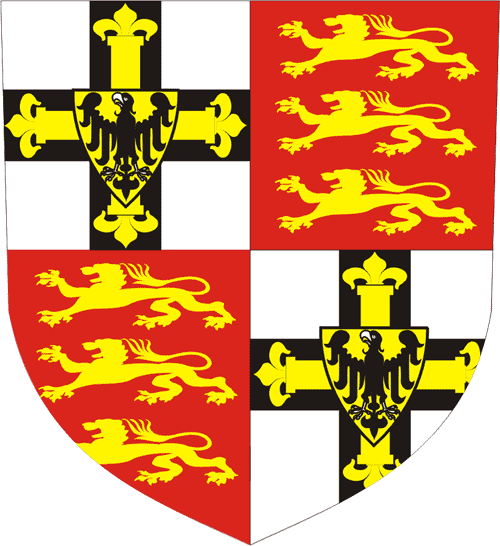
Wappen des Anno von Sangerhausen als Hochmeister des Deutschen Ordens

## Persönlichkeiten
- Anno von Sangerhausen († 1273), war von 1256 bis 1273 der 10. Hochmeister des Deutschen Ordens.
- Cäcilie von Sangerhausen, Gräfin
- Jutta von Sangerhausen (* um 1200; † 5. Mai 1260 in Culmsee), Wohltäterin und Einsiedlerin, die nach dem Tod ihres Mannes im Umfeld der Ulrichkirche von Sangerhausen lebte und sich dort der Krankenpflege widmete.